# Marcelo Martinessi
Marcelo Martinessi (Asunción, 1 de enero de 1973) es un guionista y director de cine paraguayo ganador de un Oso de Plata en la Competencia Oficial de la Berlinale 2018 y del Premio Orizzonti al Mejor Cortometraje en la Mostra Internazionale d'Arte Cinematográfica di Venezia en el 2016.
Dirigió además los cortometrajes Karai Norte (Berlinale Shorts, 2009), Calle Última (Berlinale Generation, 2011). El baldío (Cinémathèque Française, 2014) y varios documentales para televisión. Estuvo en el equipo impulsor y ha sido el primer director de TV Pública Paraguay desde su creación (2010) hasta la crisis de junio de 2012.

## Reseña biográfica
Marcelo Martinessi estudió Comunicación en la Universidad Católica de Asunción y cine en Nueva York, Londres y Madrid.
Desde sus inicios se involucró en proyectos de cortometrajes y documentales con temáticas sociales y de identidad.
Karai Norte es su primer proyecto independiente en celuloide. Recibió un premio de National Geographic para su financiación, y fue el primer trabajo paraguayo en llegar a la Berlinale. Obtuvo además el premio al Mejor Cortometraje Iberoamericano en el Festival Internacional de Cine de Guadalajara en 2009, el Premio Glauber Rocha, el Primer Premio del AXN Film Festival entre otros.
En noviembre de 2011, en el marco del XXXVII Festival de Cine Iberoamericano de Huelva (Andalucía-España), su cortometraje Calle Última, también estrenado en la Berlinale, recibió el Premio al Mejor Cortometraje. En el 2016, su trabajo acerca de la masacre de Curuguaty, La Voz Perdida, obtuvo el Premio Orizzonti, el más importante reconocimiento al cortometraje en el Festival Internacional de Cine de Venecia.
En 2018, su película Las herederas, ganó dos Osos de Plata en el Festival Internacional de Cine de Berlín, uno el 'Premio Alfred Bauer' a la película que abre nuevas perspectivas y el otro por Mejor Actriz (para Ana Brun)

## Filmografía
- Karai norte (2009), cortometraje, 19 m.
- Calle última (2010), cortometraje, 20 m.
- El Baldío (2012), cortometraje, 10 m.
- La Voz Perdida (2016), cortometraje, 11 m.
- Las herederas (2018), largometraje.

## Premios y distinciones
Festival Internacional de Cine de San Sebastián
| Año  | Categoría    | Película               | Resultado |
| ---- | ------------ | ---------------------- | --------- |
| 2020 | Premio Daleǃ | ¿Quién mató a Narciso? | Ganador   |